# Site archéologique de Roca Vecchia
Le site archéologique de Roca Vecchia est situé sur la côte adriatique des Pouilles dans une frazione de la commune de Melendugno, entre San Foca et Torre dell'Orso,.

## Historique
Antonio De Ferrariis avait parlé dans son ouvrage De Situ Japigiae (it) (1510-11), d'une ancienne colonie fondée par Gautier VI de Brienne et d'une forteresse construite par celui-ci. Les premières fouilles ont été réalisées par Guglielmo Paladini de 1928 à 1932, au cours desquelles des murs grecs des IVe et IIIe siècles av. J.-C. ont été examinés. De 1945 à 1950, d'autres recherches archéologiques sur le site et les nécropoles de la région ont eu lieu sous la direction de Mario Bernardini et Giovanna Delli Ponti. Le site est de nouveau exploré depuis les années 1980 par une équipe de l'Université du Salento.

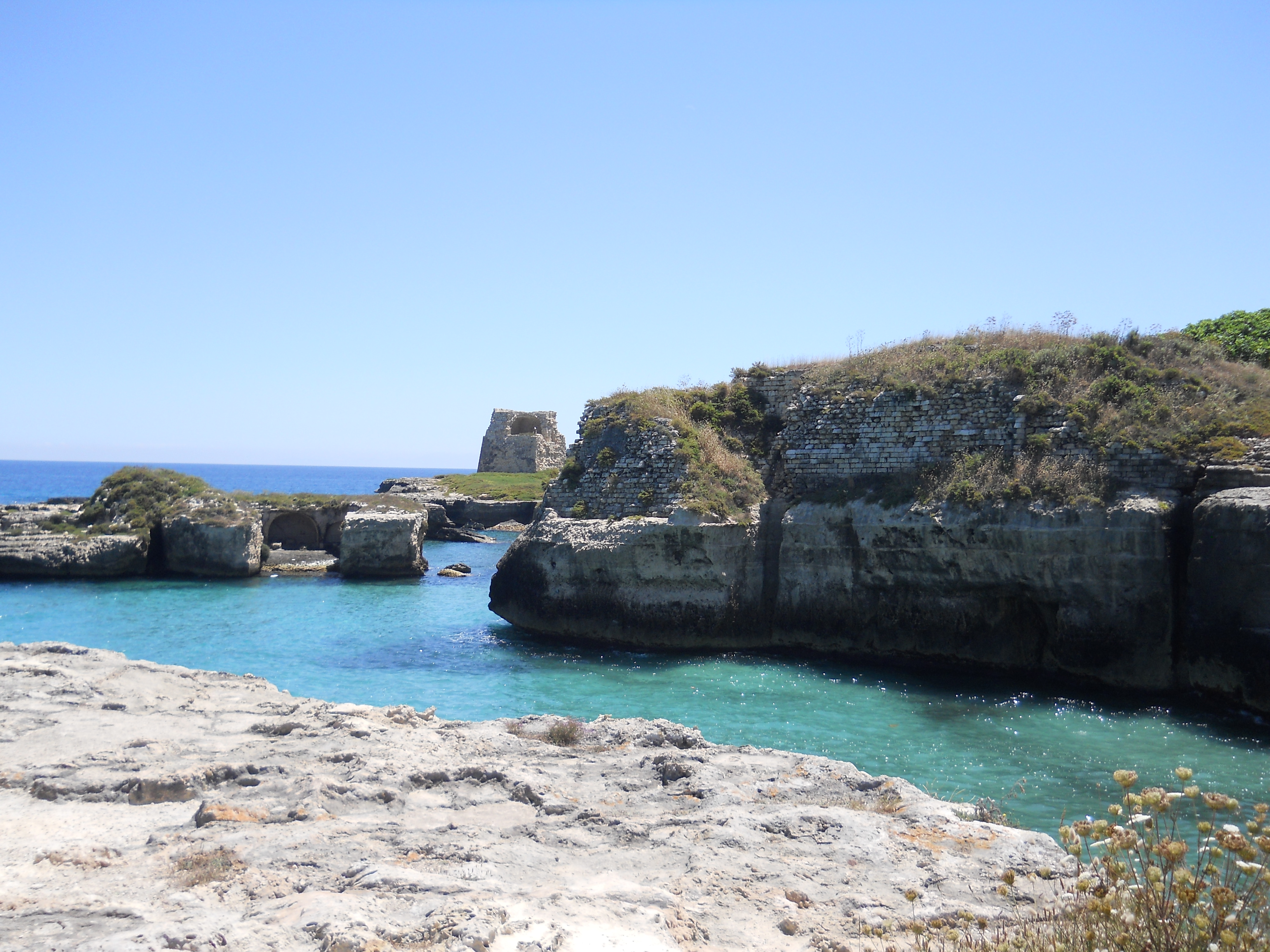
Vestiges des murs messapiens.

Les fouilles effectuées depuis ont mis en évidence un imposant système de fortifications remontant à l'âge du bronze (entre les XVe et XIe siècles av. J.-C.), ainsi que de nombreuses découvertes qui ressemblent à des modèles de la civilisation minoenne et de la Grèce antique. On pense que, vers le XVe siècle av. J.-C., le site a été assiégé et incendié. Les murs ultérieurs, reconstruits au XIe siècle av. J.-C., présentent également des traces d'incendie. De ce lieu mystérieux, qui, comme la mythique Troie, fut plusieurs fois détruit et reconstruit à plusieurs reprises, on ne sait pas qui furent les peuples fondateurs et même si ces fortifications servaient à défendre une ville ou - comme cela semble plus probable - un lieu de culte important. Cependant, le site fut fréquenté tout au long de l'âge du fer (jusqu'au début du VIIe siècle av. J.-C.), tandis que les traces relatives à l'âge des messapiens (IVe et IIIe siècles av. J.-C.) sont plus visibles : une enceinte de ville (qui n'est cependant pas achevée), un monument funéraire, plusieurs tombeaux et fours. On pense que le nom de la ville messapienne (ou plutôt sa latinisation) est Thuria Sallentina.

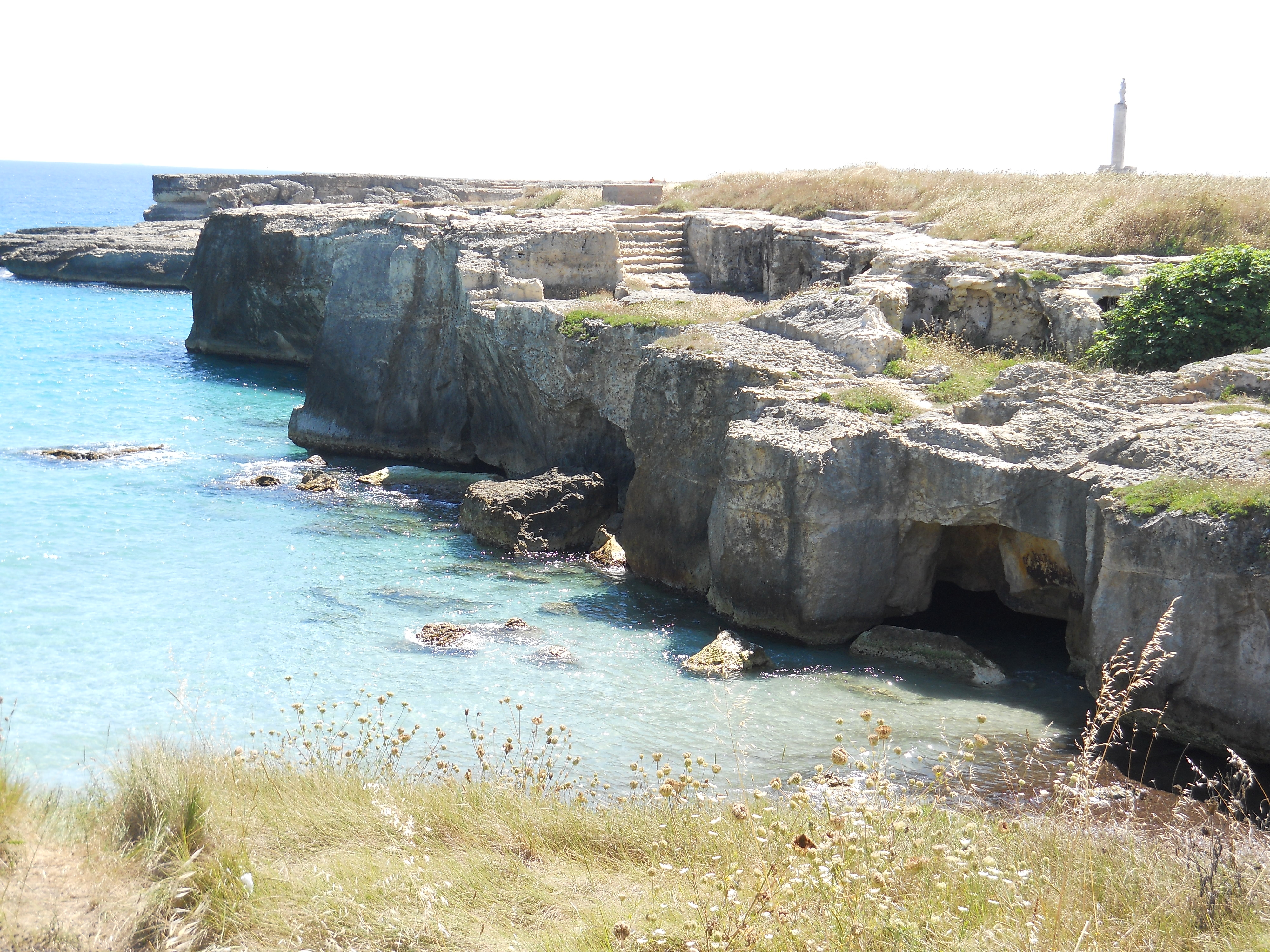
Les grottes.

Le site fut ensuite abandonné (aucune trace de l'Empire romain n'a été retrouvée), alors qu'il était fréquenté au début du Moyen Âge par des anachorètes, venus pour la plupart de l'Empire romain d'Orient, qui formèrent au fil du temps une communauté, vivant dans une série de grottes en calcaire. Au début du XIVe siècle, Gautier VI de Brienne, comte de Lecce, reconstruisit Roca pour en faire une ville fortifiée. Mais en 1480 sa population fut mise en fuite par les incursions turques. En effet, cette année-là, le sultan Mehmed II, après avoir conquis Constantinople (1453) et soumis toute la péninsule balkanique, envoya une expédition qui débarqua sur la côte orientale du Salento. Roca Vecchia a été pillée et utilisée par les Turcs comme base opérationnelle pour lancer des attaques contre la ville d'Otrante et d'autres centres du Salento. La ville, libérée en 1481, devint ensuite un repaire de pirates, à tel point qu'en 1544 Ferrante Loffredo (it), gouverneur de la province de la Terre d'Otrante, donna l'ordre de la raser.

## Monuments et lieux d'intérêt

### Sanctuaire de Maria Santissima delle Grazie ou crypte de Roca Vecchia

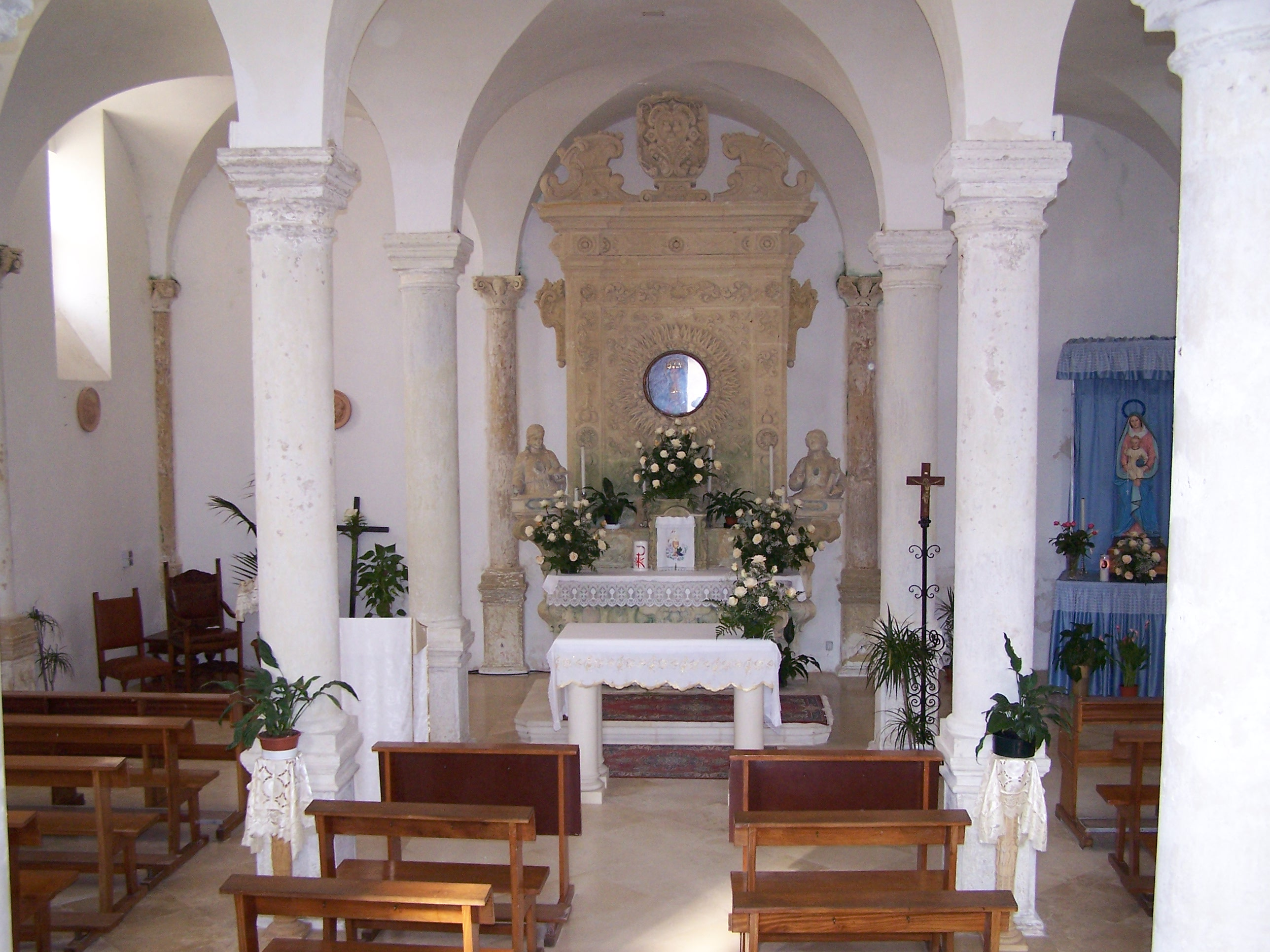
Le sanctuaire de Rocca Vecchia.

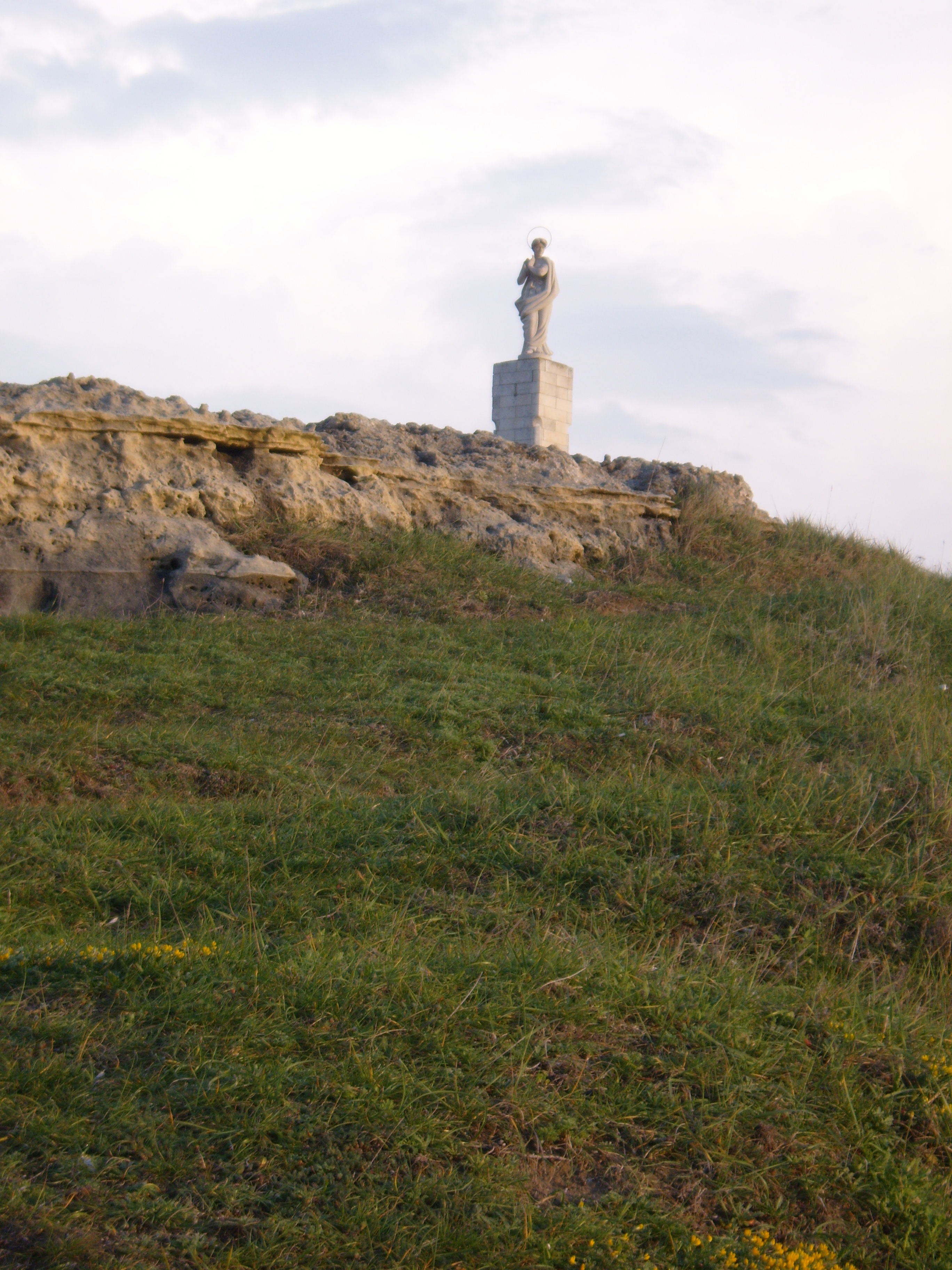
La colonne de Santa Maria.

D'origine inconnue, le sanctuaire a été construit sur l'emplacement d'un ancien hypogée rupestre ou d'une ancienne grotte byzantine. La structure, au sous-sol, comporte 3 nefs, chacune avec trois colonnes, dont les chapiteaux sont d'ordre composite-corinthien ; toutes les colonnes sont monolithiques provenant d'un édifice romain. En dessous se trouve une grotte d'origine karstique ; une grande partie est encombrée de décombres provenant de l'effondrement de l'abside où devait se trouver, outre l'icône, une grande statue de la Vierge en or pur. Le sanctuaire possède un seul autel entièrement réalisé en pierre de Lecce, dans lequel est exposée l'effigie de la Vierge qui, selon la légende, aurait été trouvée par un jeune berger qui cherchait un agneau disparu. Sur les côtés de l'autel se trouvent deux bustes dédiés à sainte Agathe et sainte Appoline. Un autte autel dédié aux saints Brice (patron de Calimera) et Antoine (patron de Borgagne) a disparu après la Première Guerre mondiale. Le rapport indique que la chapelle a été construite en 1690, conformément à la transformation d'une crypte, telle qu'elle était encore définie en 1656, en une chapelle nouvellement construite. L'autel qui, en 1830, était dédié aux saints Brice et Antoine, en 1911 était sans peinture, mais il restait encore 4 chandeliers en bois et un crucifix en mauvais état.

### La grotte de la Poésie

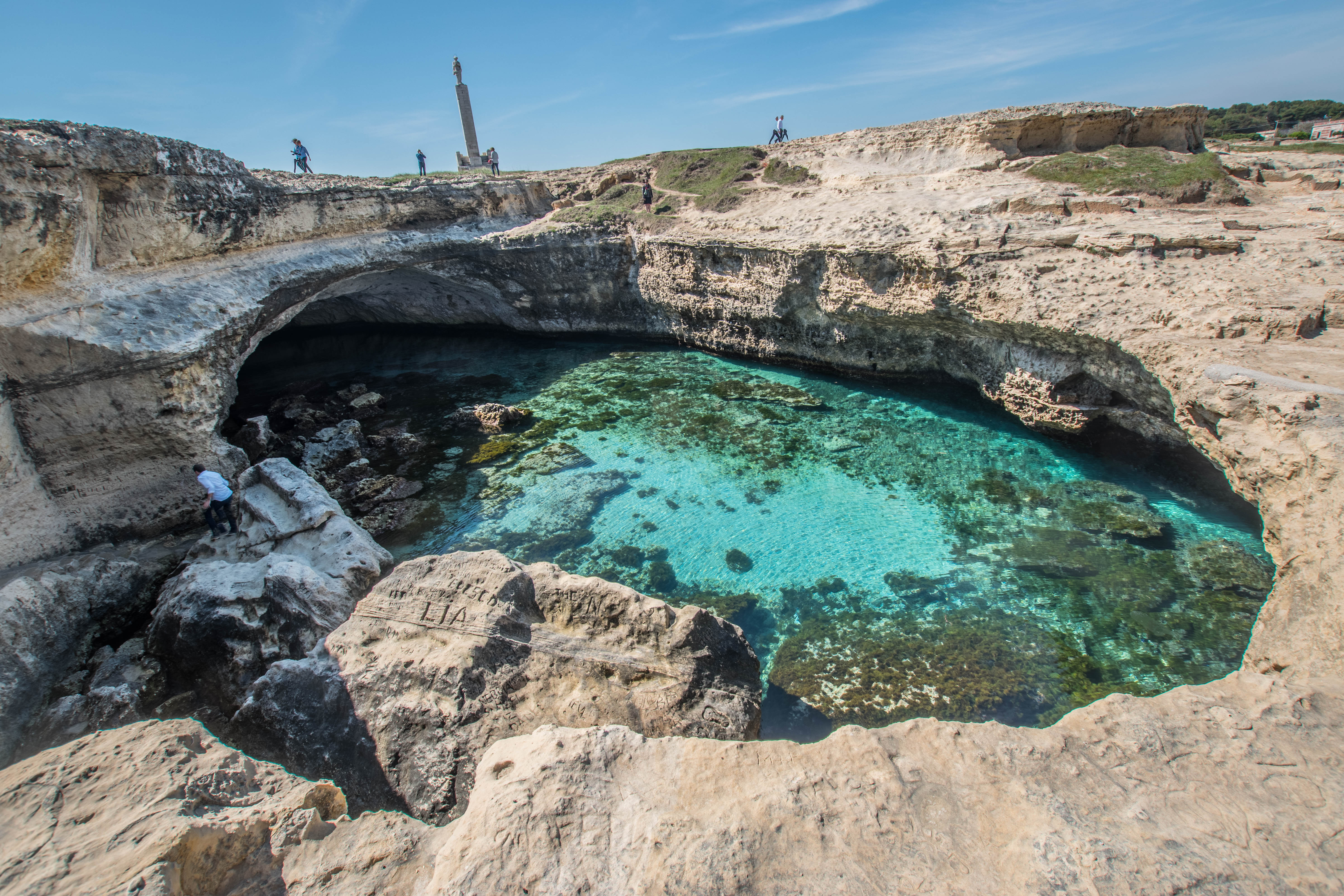
La grotte de la Poésie.

la Grotta della Poesia est une grotte elliptique dans laquelle l'activité humaine est documentée depuis le néolithique. Son nom, dérivé du grec médiéval Πόσις, fait référence à une source d'eau potable disparu depuis. De nos jours, l’entrée et certaines parties de la grotte sont sous l’eau, mais étaient sèches par le passé. En outre, le toit de la grotte s’est effondré après l’Antiquité. La grotte a été utilisée à des fins cultuelles pendant une très longue période, comme en témoignent de nombreuses peintures rupestres et graffitis. Les traces les plus anciennes, mais aussi les moins bien conservées, proviennent du néolithique et montrent des motifs de mains, de pieds, humains, animaux ou dessins abstraits. Des parallèles étroits peuvent être trouvés dans la Grotta dei Cervi (Otranto) (it), à environ 25 km. En outre, de nombreuses inscriptions et graffitis datant du IVe à la fin du  IIe siècle av. J.-C. ont été découverts dans la grotte. Ils sont écrits en partie en messapien, en partie en latin, une inscription est en grec ancien. Ces inscriptions votives témoignent de la vénération de la divinité locale Thaotor Andirahas (ou latin : Tutor Andraios) et proviennent de personnes issues de milieux sociaux différents.

### La tour de Roca Vecchia

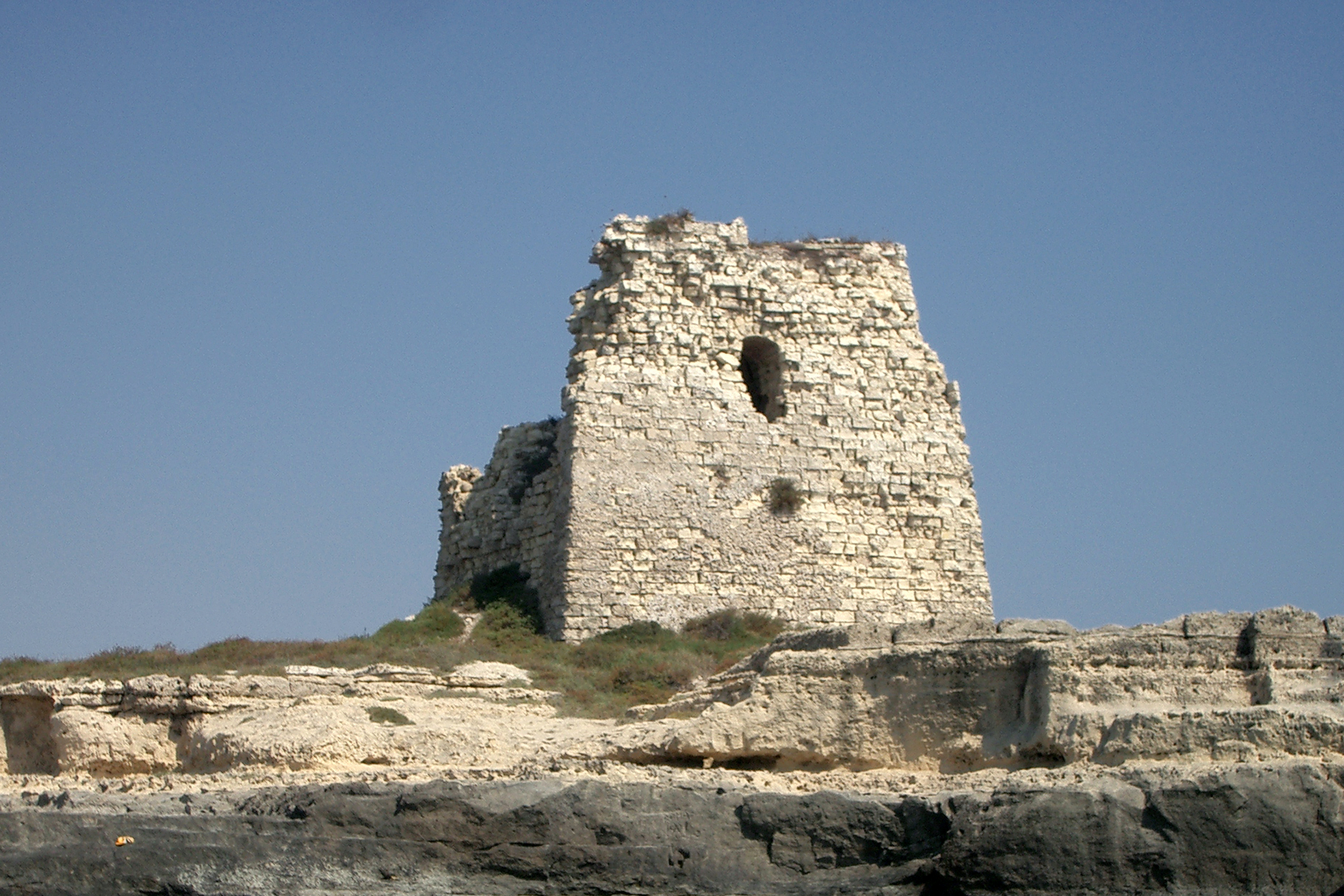
La tour de Roca Vecchia.

La Torre Roca Vecchia se dresse sur un petit îlot, à côté des vestiges de fortifications et de fouilles archéologiques. Elle a été construite au XVIe siècle et faisait partie d'un grand projet de fortification côtière du royaume de Naples. Elle communiquait avec Torre San Foca au nord et Torre dell'Orso au sud et est restée active pendant environ deux siècles.
En 1842, elle fut abandonnée car jugée en mauvais état. La tour a fait récemment l'objet d'importantes interventions de consolidation.